# Obersanding

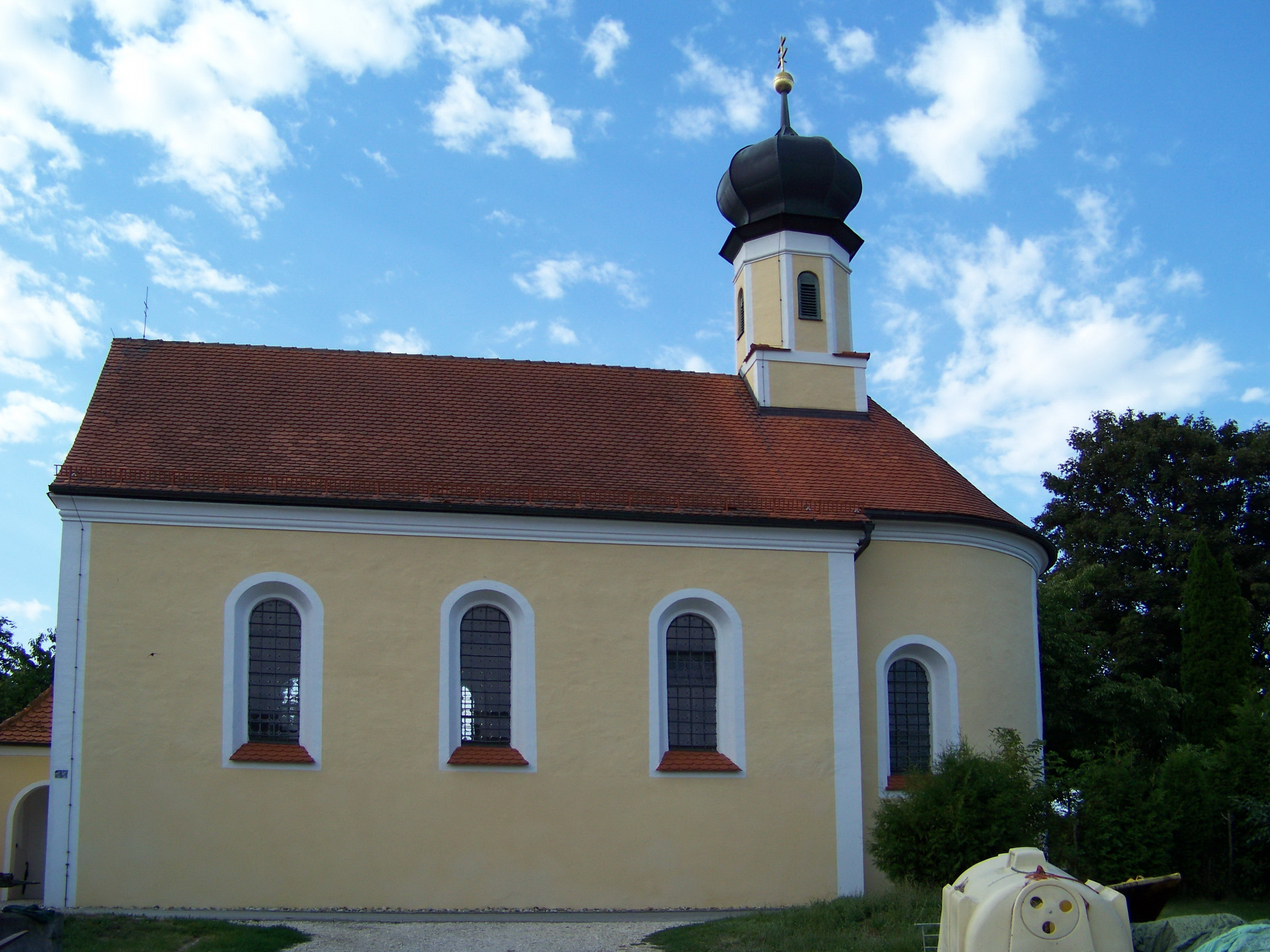
Kirche St. Petrus

Obersanding ist ein Kirchdorf und Ortsteil der Gemeinde Thalmassing im Landkreis Regensburg (Bayern) mit 310 Einwohnern (Stand 8. April 2025).

## Geschichte
Zum ersten Mal wird der Name Sanding als Samotinga (wohl abgeleitet von einem Mann namens Samout) um 883/887 in einer Matrikel der Diözese Regensburg erwähnt. Um 1350 wird erstmals die getrennte Bezeichnung von Obersenting und Untersenting in einer Urkunde erwähnt. Bis dahin wurde nur von Senting, womit das heutige Untersanding gemeint war, gesprochen. 
Am 1. Januar 1972 schloss sich die bis dahin selbstständige Gemeinde Sanding (bis 1875 Obersanding) mit Luckenpaint, Thalmassing, Weillohe und Wolkering freiwillig zur neuen Gemeinde Thalmassing zusammen.

## Bauwerke
Kath. Nebenkirche St. Petrus: Saalbau mit eingezogenem Chor und Chordachreiter mit Zwiebelhaube
Siehe auch: Baudenkmäler Obersanding

## Vereine
- Freiwillige Feuerwehr Sanding
- Freie Wählerschaft Sanding
- Katholische Landjugendbewegung Sanding
- Krieger- und Soldatenverein Sanding
- Sportverein Sanding